# Tom Scholz
Tom Donald Scholz (né le 10 mars 1947) est un Américain, musicien de rock, inventeur, ingénieur, philanthrope, et fondateur du groupe Boston.
Il est également l'inventeur du preamplificateur de ceinture, décliné ensuite en rack (Rockman) très populaire dans les années 1980, en studio notamment. Il a été décrit par AllMusic comme un musicien non-rock n 'roll  qui n'a jamais apprécié d'être une vedette, d'être un artiste, préférant se concentrer presque exclusivement sur sa musique, et au cours des dernières années, il a dépensé beaucoup de son temps à travailler avec les organismes de bienfaisance.

## Boston
Scholz était un passionné de musique et il commence à enregistrer des démos dans l'atelier de sa maison tout en travaillant chez Polaroid. Celles-ci éveillent l'intérêt d'Epic Records qui signe un contrat avec lui. Scholz croyait ses démos assez bonnes pour l'ensemble de l'album Boston (1er album), mais Epic lui demande de les réenregistrer. Ainsi, l'enregistrement de la plupart des guitares, basse et claviers fut réalisé par Scholz (sa maison de disque n'en sut jamais rien), bien que d'autres musiciens furent impliqués de façon sporadique.